# Raj-Ołeksandriwka (obwód doniecki)
Raj-Ołeksandriwka (ukr. Рай-Олександрівка) – wieś na Ukrainie, w obwodzie donieckim, w rejonie kramatorskim. W 2001 liczyła 1095 mieszkańców, spośród których 952 wskazało jako ojczysty język ukraiński, 120 rosyjski, 7 ormiański, a 15 inny.